# Shenley
Shenley is een civil parish in het bestuurlijke gebied Hertsmere, in het Engelse graafschap Hertfordshire.

## Galerij

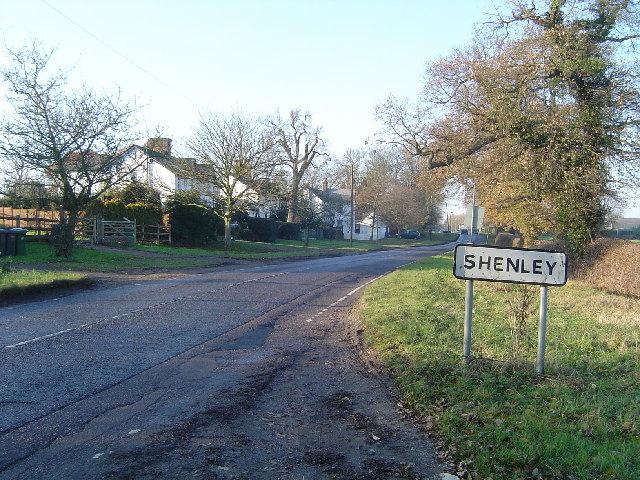

## Bekende inwoners

### Geboren
- Russ Bray (1957), Engels caller